# Jutierhalle
Die Jutierhalle an der Dachauer Straße 110 auf dem Münchner Oberwiesenfeld ist eine ehemals gewerblich genutzte Halle, die unter Denkmalschutz steht. Der Name stammt von der ursprünglichen Nutzung des Gebäudes, in welchem Wasserleitungsrohre mit Jute umwickelt wurden. Das Gebäude steht im Eigentum der Landeshauptstadt München.

## Geschichte
Die Halle wurde im Jahr 1926 gleichzeitig mit der benachbarten, rund 2.500 m² großen, als Flachtonne ausgebildeten Tonnenhalle oder Tonnagehalle von dem damaligen Bauamtmann Ernst Henle im Reduktionsstil errichtet. Anfangs wurden hier für die Münchner Wasserwerke Leitungsrohre mit Jute umwickelt. Im Jahr 1952 erfolgte eine Erweiterung nach Südosten. Von 2000 bis 2003 wurde die Halle als Interimsspielstätte für die Münchner Kammerspiele genutzt. In der Bayerischen Denkmalliste ist der Bau zusammen mit der zuletzt als Hochregallager genutzten Tonnenhalle als Industriedenkmal eingetragen (Akten-Nr. D-1-62-000-7824). Eine kulturelle Nachnutzung gemeinsam mit der Tonnenhalle wurde nach dem Stadtratsbeschluss vom 28. Juli 2010 geprüft.
Die Stadt München stellte 2022 ihre Pläne für die Sanierung und Umgestaltung der Jutier- und Tonnenhalle vor. Demnach werden originale Stahlkonstruktionen, Industriefenster und die Fassaden authentisch erhalten. In der Jutierhalle werden durch Holzmodule in einer „Haus-in-Haus-Lösung“ bis zu 60 Künstlerateliers und Kreativorte geschaffen. Die Tonnenhalle soll in eine neue Veranstaltungshalle für Musik, Tanz und Theater umgebaut werden. Beim Stahl der Tonnenhalle wurden allerdings 2024 schwere Korrosionsschäden festgestellt, so dass wegen akuter Einsturzgefahr ein Stütz-Gerüst eingebaut werden musste.

## Bau und Anlage
Die Jutierhalle ist eine Konstruktion aus Eisenbeton mit einem Dach in offenem Fachwerk mit Oberlichten. Die Grundfläche beträgt rund 2.500 m², die Länge 92 m, die Breite ca. 27 m. Die Halle ist bis zu 17,4 m hoch. Der Bau ist durch Wandpfeiler gegliedert.